# Jianjiang
Jianjiang är en köping i sydöstra Kina. Den ligger i Luoyuan härad i provinshuvudstaden Fuzhou i provinsen Fujian, omkring 69 kilometer nordost om centrala Fuzhou. 